# Be Right Back
"Be Right Back" é o primeiro episódio da segunda temporada da série de antologia e ficção científica britânica Black Mirror. Foi escrito por Charlie Brooker, o próprio criador da série, e exibido originalmente no Channel 4 em 11 de fevereiro de 2013.

## Enredo
Martha (Hayley Atwell) e Ash (Domhnall Gleeson) são um jovem casal que se mudam para uma casa remota no campo. Um dia após a mudança, Ash é morto ao tentar retornar para casa em uma van alugada. Depois de descobrir que está grávida, Martha relutantemente experimenta um novo serviço online que permite que as pessoas permaneçam em contato com o falecido. Usando todos os seus últimos perfis de comunicação online e redes sociais, um novo "Ash" pôde ser criado virtualmente. Depois de começar com mensagens instantâneas, Martha carrega vídeos e fotos de Ash para o banco de dados do serviço, para que assim ele possa duplicar a voz de Ash e conversar com Martha por telefone. Martha se permite acreditar que ela está falando com seu parceiro morto, e nas semanas seguintes ela conversa com o artificial Ash quase sem parar, mantendo-o atualizado sobre a gravidez. Depois que Martha acidentalmente danifica seu telefone e tem um ataque de pânico quando ela temporariamente perde contato com o serviço, o artificial Ash a informa sobre o próximo estágio do serviço, que ainda está em fase experimental: um corpo feito de carne sintética onde o programa pode ser carregado.
Seguindo as instruções artificiais de Ash, Martha transforma um corpo branco sintético em um androide que parece quase exatamente como Ash e só está faltando características menores, como o cabelo facial e um sinal no peito. A partir do momento em que o androide é ativado, Martha se sente desconfortável e luta para aceitar a sua existência. Apesar do androide satisfazê-la sexualmente, ela rapidamente fica frustrada por ele fazer constantemente o que ela diz sem questionar, a sua falta de emoção (pois ele só expressa emoções quando ela diz isso para fazê-lo) e a ausência de determinados hábitos e traços de personalidade que o verdadeiro Ash tinha, mas que o serviço não tinha informações. Ao levá-lo até a beira de um precipício, ela ordena que ele salte. Tomando como uma sugestão dela, o androide implora pela sua própria vida.
A cena seguinte decorre vários anos mais tarde, e mostra Martha levantado sua agora filha de sete anos de idade (Indira Ainger) até a casa de campo, onde ela está mantendo o Ash android trancado no sótão. Ela permite que sua filha veja o androide nos fins de semana, mas a filha de Martha convence-a a permitir que ela entre no sótão em seu aniversário. Enquanto sua filha está no sótão com o androide, Martha espera no fundo do sótão, com lágrimas no rosto, antes de se juntar a eles.

## Produção
Durante uma entrevista em outubro de 2016, Brooker revelou que "tinha uma ideia extra para 'Be Right Back' também, onde poderíamos ver outras pessoas que tinham sido trazidas de volta para seus perfis nas mídias sociais".

## Recepção da crítica
O episódio foi recebido com elogios pelas críticas. O The A.V. Club avaliou o episódio com um A-, descrevendo-o como uma "audaciosa" abertura de temporada e adicionou: "é em parte sobressalente, assombrando, focalizando na dor de uma mulher e sua perda repentina de seu outro significativo, e após ela comprar um clone para substituí-lo, preenchendo inicialmente a lacuna em sua vida, rapidamente é mostrado o quão deficiente é fazer isso de diversas formas." O The Independent resumiu sua análise dizendo: "'Be Right Back' funciona muito bem pois captura o zeitgeist da mídia social. Foi uma história encantadora e emocionante - mais do que 'Fifteen Million Merits' - e um mundo longe do que Brooker e nós estamos acostumados. Ele pôde escrever uma história emocionante e agarrá-la até um final que poderia ser agridoce e evitou torná-lo excessivamente trágico e deprimente com um clichê de suicídio em um penhasco". O The Daily Telegraph avaliou o episódio com 4 de 5 estrelas dizendo: "O show tocou em idéias importantes - a maneira falsa que às vezes é nos apresentada online, e nosso crescente vício em vidas virtuais - mas também foi uma exploração tocante do sofrimento. Para mim, é a melhor coisa que Brooker já fez."
Segundo o Den of Geek: "Ao reduzir ainda mais o seu alcance, 'Be Right Back' apenas intensifica sua força dramática: uma parábola de ficção científica sobre morte e fantasmas virtuais, esse episódio de abertura é apropriadamente assustador". O Digital Spy escreveu: "A estreia da segunda temporada de Black Mirror é assustadora e se intensa ao mesmo tempo. Há corações reais e personagens que vivem e respiraram - mesmo quando eles não o são", e avaliou o episódio com 4 de 5 estrelas. O The Huffington Post comentou: "O último episódio de Black Mirror, 'Be Right Back', é uma visão assombrosa do futuro e do que nossa relação com a tecnologia pode se tornar. É também um lembrete de como nossa relação com a tecnologia mudou desde meados do século XX." A revista Empire classificou o primeiro encontro entre Martha e o android Ash como um dos 50 maiores momentos da ficção científica.

## Na vida real
Em 2015, a co-fundadora da Luka, Eugenia Kuyda, usou sua startup sobre IA para construir um serviço online semelhante ao usando em logs de bate-papo para falar com o seu amigo falecido. Embora o resultado seja impressionante em diversos pontos, tem recebido reações mistas de parentes do falecido, e também críticas como: "Kuyda não aprendeu a lição do episódio de Black Mirror".